# Lithosia gynaegrapha
Lithosia gynaegrapha là một loài bướm đêm thuộc phân họ Arctiinae, họ Erebidae.